# بخش مرسدس
بخش مرسدس (به اسپانیایی: Departamento Mercedes) یک منطقهٔ مسکونی در آرژانتین است که در استان کورینتس واقع شده‌است. بخش مرسدس ۹٬۵۸۸ کیلومتر مربع مساحت و ۳۹٬۲۰۶ نفر جمعیت دارد.